# Championship Rally (videojuego de 2000)
Championship Rally es un videojuego de carreras homebrew desarrollado y publicado por Songbird Productions exclusivamente para Atari Lynx el 15 de diciembre de 2000. Con el tema de rally, los jugadores compiten con oponentes controlados por IA o contra otros jugadores en partidos en varios lugares.
Championship Rally fue el segundo título lanzado por Songbird Productions para Atari Lynx después de "Ponx". El juego ha tenido una recepción mixta por parte de los críticos desde su lanzamiento inicial, quienes se sintieron divididos con respecto a varios aspectos, como la presentación, las imágenes, el audio, los controles y la jugabilidad. A partir de 2019, el título ha vendido más de 300 copias en total.

## Jugabilidad
Championship Rally es un juego de carreras de rally de arriba hacia abajo en el que los jugadores observan desde arriba y compiten en varias pistas. Hay un total de siete recorridos para competir, cuatro de ellos bloqueados al principio y cuatro modos de juego: Torneo, Carrera individual, Contrarreloj y Versus. Los juegos guardados se manejan manualmente a través de contraseña. En el modo de torneo para un solo jugador, los jugadores tienen que competir en una temporada de carreras en pistas llenas de obstáculos en varias regiones como Alaska, cada una de las cuales consta de tres vueltas, mientras compiten contra oponentes controlados por la CPU. Single Race es un modo de estilo arcade en el que el jugador puede elegir entre cualquiera de las pistas para perfeccionar sus habilidades. Time Trial, como su nombre lo indica, es un modo en el que los jugadores compiten contrarreloj en un intento por obtener el mejor tiempo posible. Multijugador es un gran enfoque del juego, ya que cuatro jugadores pueden competir entre sí en carreras cara a cara en el modo Versus conectando cuatro unidades Lynx a través del puerto ComLynx del sistema.

## Desarrollo y lanzamiento
Championship Rally fue el segundo juego casero desarrollado y publicado por Songbird Productions para Atari Lynx después de su primer título, "Ponx". Lucien Kleijkers se desempeñó como el único programador del juego, mientras que el fundador de Songbird Productions, Carl Forhan, también participó durante el desarrollo del proyecto con el diseño de sonido. El título se lanzó el 15 de diciembre de 2000, después de que Hasbro Interactive liberara los derechos de Lynx en dominio público. En mayo de 2001 se lanzó una segunda edición.

## Recepción
"Championship Rally" tuvo una acogida mixta por parte de críticos y críticos desde su lanzamiento inicial. Keita Iida de Atari Gaming Headquarters elogió los controles, la presentación y el diseño de audio, pero criticó la falta de soporte para jugadores adicionales en carreras versus. Iida le dio al juego una puntuación de 7 sobre 10, considerándolo como "un esfuerzo digno de dos personas a las que no se les pagaron miles de dólares por adelantado como los desarrolladores de Lynx de principios de los 90". Marc Nix de IGN consideró que la jugabilidad era agradable y la capacidad de personalizar vehículos, pero criticó la falta de pistas adicionales, la variedad gráfica en dichas pistas y la falta de soporte para más jugadores en multijugador. Nix gave the title a 6.0 out of 10 rating. Bruce Clarke del sitio web de juegos The Atari Times hizo comentarios positivos con respecto a su presentación, controles, imágenes y audio, obteniendo una puntuación del 80%.
"Championship Rally" ha vendido más de 300 copias estimadas a partir de 2019, según Carl Forhan de Songbird Productions.